# Філіппо Пачіні
Філіппо Пачіні (італ. Filippo Pacini) — італійській анатом, відомий відкриттям збудника холери.

## Біографія

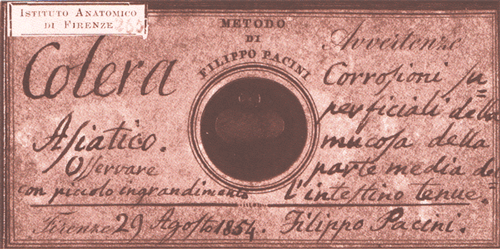
Цей мікроскопічний мазок, виготовлений Пачіні в 1854 році, чітко визначений як такий, що містить збудника холери.

Був сином шевця Франческо Пачіні та Умільти Далфі. Мав сестру-близнючку Ассунту, крім них у сім'ї були ще дві сестри. З раннього віку його батьки хотіли, щоб він став єпископом і був прихильним до релігії. Здобув освіту за допомогою громадськості у Пістойській єпископальній семінарії, а потім у класичній академії. Ще хлопчиком виявив велику схильність до природничих наук, і в 1830 році покинув свою церковну кар'єру і звернувся до медицини. Навчався у хірургічній школі Scuola Medica Pistoia, яку засновано 1666 року. У 1830 році вступив до медичної школи Ospedale del Ceppo.
У 1835 році, бувши студентом, купив на ринку мікроскоп у дерев'яному корпусі, почав свої дослідження з мікроскопії й швидко представив своє відкриття тілець — закінчень сенсорних нервів у кон'юнктиві, які тепер названо на його честь. Це, однак, не оцінили науковці того часу. Пачіні продовжував свої дослідження. Він представив свої результати як спеціалізацію з хірургії на науковому конгресі у Пізі 1839 року. Закінчив вивчення медицини 1840 року.
Пачіні вирушив до Пізи, де був призначений на посаду заступника професора Паоло Саві (1798—1871) в Інституті порівняльної анатомії. За допомогою нового мікроскопа, вдосконаленого Пачіні та відтвореного за підтримки Джованні Баттіста Амічі (1786—1863), він досліджував сітківку людини і опублікував результати в 1844 році. Утім, не отримав визнання, навіть зустрів ворожнечу. У 1847 році Пачіні почав викладати описову анатомію в ліцеї у Флоренції, де також навчав живописців. Згодом, з 1849 року, став директором анатомічного музею і професором загальної та топографічної анатомії в медичній школі Istituto di Studi Superiori, а з 1859 року також викладачем мікроскопічної анатомії. У Флоренції також присвятив себе створенню музею мікроскопічної анатомії, створив там спеціальний відділ, в якому нині зібрано понад 400 його гістологічних препаратів. У 1852 році опублікував свої роботи про електричний орган Gymnotus electricus у порівнянні з еквівалентним органом в інших електричних риб.
Пачіні відкрив метод відновлення дихання, заснований на ритмічній мобілізації верхніх кінцівок у пацієнта без свідомості, який було введено до численних міжнародних практик реанімації.

## Тільця Пачіні
Пачіні побачив ті клітини, які зараз називаються його ім'ям, на початку своєї кар'єри. Це відбулось тоді, коли він працював у класі анатомії в лікарні Пістої в 1831 році; йому було тільки дев'ятнадцять років. Він вперше побачив тільця навколо гілок медіанного нерва і оголосив, що це «нервові ганглії дотику»; але скоро знайшов їх і в черевній порожнині. Попри те, що він вивчав ці клітини з 1833 року, Пачіні опублікував свої дослідження лише 1840 року, коли з'явилася його праця Nuovi organi scoperti nel corpo umano. Проте він згадав про них на науковій зустрічі у Флоренції в 1835 році.
Назву запропоновано в 1844 році Фрідріхом Генле (1809—1885) та Альбертом Келікером (1817—1905), які того року підтвердили їхнє існування. Однак у 1862 році віденський анатом К. Лангер визнав пріоритет Абрахама Ватера, хоча робота Ватера, опублікована в 1741 році, була забута і, безумовно, невідома Пачіні. Ватер визначив їх, як тільця в шкірі пальців. Він називав їх сосочковими нервами, і пізніше вони були зображені Леманном у 1741 році. Вони, очевидно, були забуті, доки не були знову відкриті в 1831 році Пачіні. Взагалі, Пачіні першим описував розподіл тілець в організмі, їхню мікроскопічну структуру та нервові зв'язки; він також інтерпретував функцію тілець як відповідальних за відчуття дотику та глибокого тиску.

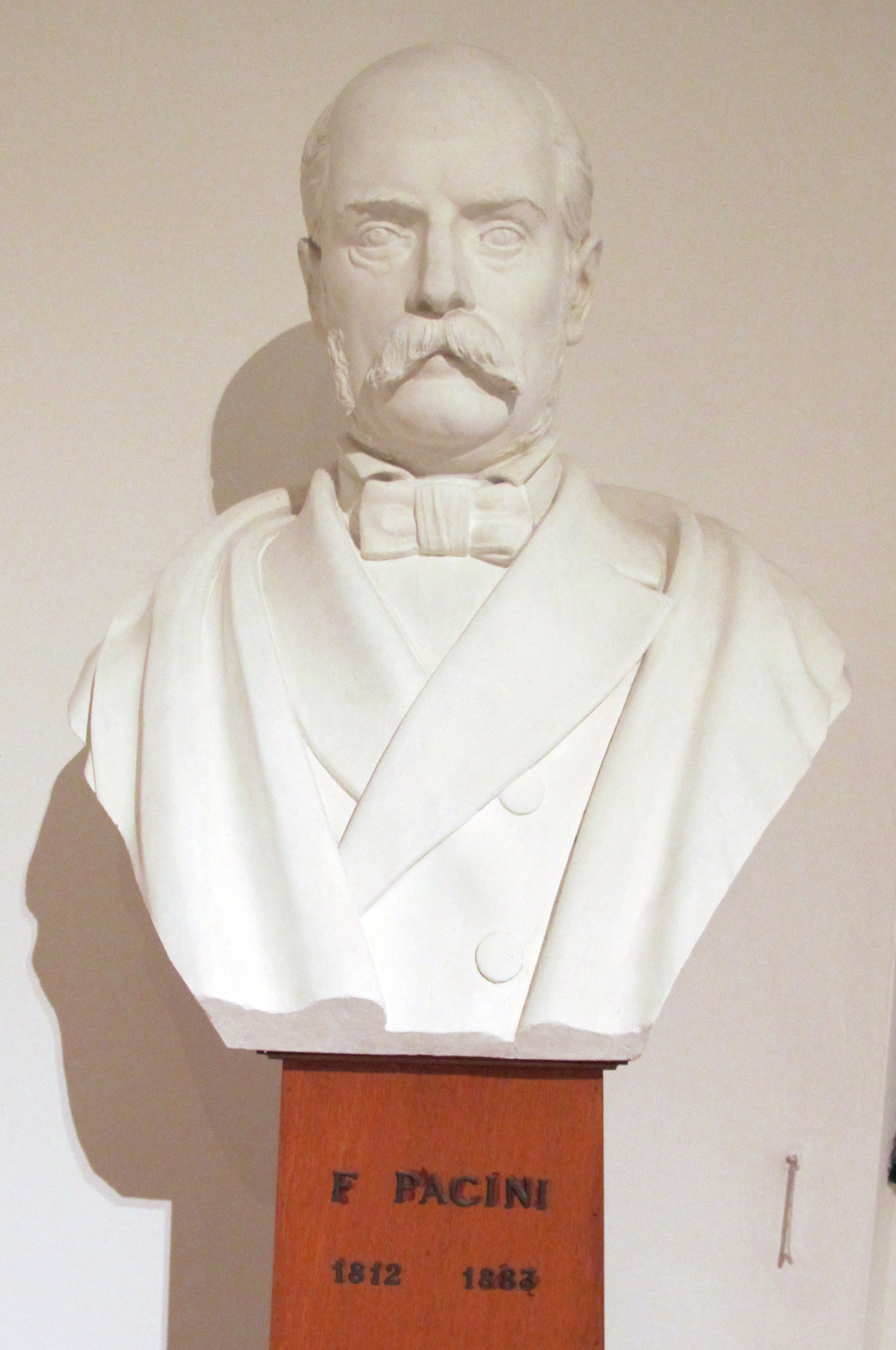
Бюст Пачіні в музеї інституту патологічної анатомії

## Виявлення збудника холери
Під час епідемії холери у Флоренції упродовж 1854—1855 років Пачіні проводив дослідження крові, випорожнень хворих, а також слизової оболонки кишки від померлих внаслідок холери за допомогою мікроскопу. Він виявив мільйони стрижневих тілець, які він вважав мікроорганізмами, і так назвав їх.
Пачіні надав свої висновки в доповіді Osservazioni microscopiche e deduzioni patalogiche sul holera asiatico, в якій він стверджував, що холера є заразною хворобою, яка характеризується руйнуванням кишкового епітелію, за яким слідує екстремальна втрата води з крові (для якої він пізніше порекомендував в 1879 році внутрішньовенне введення фізіологічного розчину). Пачіні продовжував заявляти, що травми кишки, загальні для цієї хвороби, спричинюють живі мікроорганізми, які він назвав «вібріонами». Він також надав малюнки цих вібріонів, які він виявив у вмісті кишок померлих від холери. 1905 року Нобелівську премію з фізіології або медицини за відкриття збудника холери було присуджено Роберту Коху, і тільки у 1965 році Міжнародний комітет з номенклатури прийняв як назву збудника холери Vibrio cholerae Pacini 1854, відновивши, таким чином, пріоритет італійського науковця.
Незважаючи на своє міжнародне визнання, Пачіні зазнав розчарування в тому, що його не було обрано членом Академії деї Лінчеї в Римі, ймовірно через його нервовий характер і часту неприємну поведінку. 1885 року ця Академія відмовилася присудити йому премію за дослідження холери, тому що його теорію про передачу збудника через воду, їжу та фекалії різко розкритикували італійські науковці.
Після нього залишилось 55 наукових робот.

## Найвизначніші наукові роботи
- Nuove osservazioni sopra i corpuscoli denominati Corpuscola Pacini - Annali universali di medicina (1845 lug, Serie 3, Volume 19, Fascicolo 343).
- Sull'ultimo stadio del colera asiatico o stadio di morte apparente dei colerosi e sul modo di farli risorgere — Annali universali di medicina (1873 dic, Serie 1, Volume 226, Fascicolo 678)
- Sulla causa specifica del cholera asiatico; il suo processo patologico e la indicazione curativa che ne risulta: Memoria del prof. Filippo Pacini — Annali di chimica applicata alla medicina cioè alla farmacia, alla tossicologia, all'igiene, alla fisiologia, alla patologia e alla terapeutica (1866 apr, Serie 3, Volume 42, Fascicolo 4)
- Osservazioni sulla struttura intima della retina — Annali universali di medicina (1845 lug, Serie 3, Volume 19, Fascicolo 343)
- Dei fenomeni osmotici e delle funzioni di assorbimento nello organismo 1873.
- Del processo morboso del colera asiatico 1879
- Sulla struttura intima dell'organo elettrico del gimnoto e di altri pesci
- Dei liquidi per le preparazioni anatomiche: del prof. Pacini.
- Della natura del cholera asiatico, sua teoria matematica e sua comparazione col cholera europeo e con altri profluvj intestinali: Memoria del dott. Filippo Pacini, professore di anatomia topografica, ecc.
- Di un mezzo atto a facilitare l'esame microscopico delle macchie del sangue nelle questioni medico-forensi. Lettera del prof. Filippo Pacini a dott. Sonsino - Annali di chimica applicata alla medicina cioè alla farmacia, alla tossicologia, all'igiene, alla fisiologia, alla patologia e alla terapeutica (1872 lug, Serie 3, Volume 55, Fascicolo 1).
- Esame microscopico di acque potabili in relazione al cholera - Annali di chimica applicata alla medicina cioè alla farmacia, alla tossicologia, all'igiene, alla fisiologia, alla patologia e alla terapeutica (1867 dic, Serie 3, Volume 45, Fascicolo 6).
- Nel CECIL, Text Book of Medicine I8 th edition, Piccin, Padova, I99IVOL.II, pag,2287, si legge "NERVI DEL DERMA: Le terminazioni nervose sono diffusamente distribuite nella cute secondo due tipi morfologici: terminazioni nervose libere e terminazioni nervose specializzate (corpuscoli del PACINI e di MEISSNER) che mediano molte sensazioni come dolore, pressione, prurito.

## Смерть і поховання
Пачіні був благочестивою і благодійною людиною. Він ніколи не одружувався. Його роботи тривалий час не були відомими. Помер у злиднях, витративши всі свої гроші на наукові дослідження та лікування й утримання сестер. Він залишив свою приватну бібліотеку, інструменти та анатомічні препарати як єдину спадщину. Його рукописи купило 1885 року Міністерство освіти для Національної центральної бібліотеки Флоренції, завдяки студенту Ауреліо Б'янкі, майбутньому професору патології і клінічної медицини в Університеті Парми, який також створив їхній каталог. У 1928 році медичну академію Accademia Medico Pistoiese названо на його честь.
Його спочатку поховано на кладовищі Misericordia у Флоренції. У 1935 р. його рештки разом з прахом ще двох анатомів, Атто Тігре (1813—1875) і Філіппо Цивініні (1805—1844), перенесено до церкви Санта-Марія делле Граціо в Пістої.